# 詹娜·施特劳赫
詹娜·埃莉斯·施特劳赫（英語：Jenna Elise Strauch，1997年3月24日—）生于维多利亚州本迪戈，是一名澳大利亚女子游泳运动员，主攻蛙泳。她在12岁时开始接触游泳，之后展现在这方面的潜力，并在16岁时入选2013年世界青少年游泳锦标赛名单。然而不久后她因病暂时远离赛场，回归赛场后，她进入邦德大学就读，并加入该校的游泳俱乐部。她在大学期间修读生物医学专业，她希望能够在毕业后帮助癌症患者。